# Lac La Dauversière
Lac La Dauversière är en sjö i Kanada.   Den ligger i regionen Nord-du-Québec och provinsen Québec, i den östra delen av landet, 500 km norr om huvudstaden Ottawa. Lac La Dauversière ligger 366 meter över havet.
Trakten runt Lac La Dauversière är nära nog obefolkad, med mindre än två invånare per kvadratkilometer.